# Henri Tomasi
Henri Tomasi (Marsiglia, 17 agosto 1901 – Parigi, 13 gennaio 1971) è stato un compositore e direttore d'orchestra francese.

## Biografia
Nato da genitori corsi originari di Penta di Casinca, studiò al conservatorio di Marsiglia e dal 1916 in quello di Parigi: allievo di  Paul Vidal,  Georges Caussade e  Vincent d'Indy, nel 1927 vinse il Prix de Rome con la cantata Coriolan. Nello stesso anno fu allievo di  Philippe Gaubert, conquistandosi il 1º premio di direzione d'orchestra, ed iniziò la carriera direttoriale in patria e all'estero.
Il 22 giugno 1962 avviene la première scenica nel Théâtre national de l'Opéra-Comique di Parigi di "Princesse Pauline", opera-mascarade in 2 atti di sua composizione, libretto di François Didelot e R. Cuttoli, con Mady Mesplé. 

## Discografia
- Variations (CD): Henri Tomasi, Variations Grégoriennes sur un Salve Regina - Alex Cesare Elia, Marco Cadario.